# ویکتور گارسیا (بازیکن فوتبال زاده ۱۹۹۷)
ویکتور گارسیا (انگلیسی: Víctor García؛ زادهٔ ۱ ژانویهٔ ۱۹۹۷) بازیکن فوتبال اهل اسپانیا است.
از باشگاه‌هایی که در آن بازی کرده‌است می‌توان به باشگاه فوتبال دپورتیوو لاکرونیا اشاره کرد.